# Tiennot Grumbach
Pour les articles homonymes, voir Grumbach.
Étienne Claude Grumbach, dit Tiennot Grumbach, né à Paris 17e le 19 mai 1939 et mort à Paris 13e le 17 août 2013,, est un avocat travailliste français, son cabinet ne plaidant que pour les employés ou les syndicats. 
Ancien militant maoïste, il a été par la suite élu bâtonnier de l'ordre des avocats de Versailles (1986), a présidé le Syndicat des avocats de France (1993-1994) et a dirigé l'Institut des sciences sociales du travail (ISST) de Paris-Sceaux. 

## Biographie
En 1957, alors qu'il n'est pas communiste, André Sénik parvient à le convaincre (lui et Jean-Paul Ribes) de se rendre à Moscou pour le Festival mondial de la jeunesse et des étudiants.
Neveu de Pierre Mendès France, il est d'abord membre du PSU, membre du secrétariat national des ESU, puis pied-rouge en Algérie, à partir de juillet 1962, avant de rejoindre l'Union des étudiants communistes (UEC). Durant cette période, il milite au Front universitaire antifasciste, fondé en 1961, qui réunit des militants de la gauche de l’UEC mais comprend aussi en son sein un certain nombre d’étudiants du PSU et de la Jeunesse étudiante chrétienne.
Militant maoïste à la fin des années 1960, il milite d'abord au sein de l'UJC(ml) dont il est, avec Robert Linhart, l'un des fondateurs. Après la dissolution de l'UJC(ml) il s'« établit » à la rentrée 1968 dans l'usine de Citroën du XVe arrondissement (Paris), mais est licencié trois mois plus tard.
Il participe ensuite à la création du groupe Vive la révolution! (VLR), à l'automne 1969, avec Roland Castro, et en sera avec ce dernier le dirigeant principal. Il s'installe dans une communauté de Mantes-la-Jolie pour militer aux portes de l'usine Renault de Flins où il rencontre le journaliste et philosophe André Gorz qui deviendra son ami.
Après la dissolution de VLR dans le sillage de l'agression subie par le lycéen Richard Deshayes lors d'une manifestation du « Secours rouge » en février 1971, puis de son journal dont le numéro 12 (23 avril 1971) a été interdit à la vente, il intègre le barreau, se spécialisant dans le droit du travail. Ce petit parti politique reçoit des adhésions symboliques en juillet 1971 au moment du dernier numéro de son journal, dont celle de Marc Kravetz et son ami Pierre Goldman, avec qui il avait milité à l'UEC au début des années 1960 et qui proteste symboliquement, du fond de sa prison, contre cette dissolution.
Il est ainsi l'un de ses avocats lors du premier procès en 1974, de Goldman, qui était devenu son client juste après l'inscription de Grumbach au barreau de Versailles (Yvelines). C'est un échec : Pierre Goldman, condamné à la perpétuité, choisit trois nouveaux avocats, moins politisés, pour le second procès, qui obtiendront en 1976 son acquittement dans l'affaire du double meurtre des pharmaciennes, l'un des trois lui ayant conseillé d'écrire un livre pour se défendre.
Par la suite, il devient l'un des avocats de la CFDT, après avoir négocié l’entrée de plusieurs militants de son groupe au sein de la CFDT Renault-Flins, devenant un spécialiste reconnu en matière de défense prud’homale, « qu’il s’agisse des grèves, des conditions de travail, des licenciements économiques, des applications de la législation ou des accords collectifs ».
Sa spécialisation dans le droit du travail le fait renouer, sur la fin de sa vie, des relations avec ses anciens camarades du PCF. S'intitulant lui-même « avocamarade », il entame en 2011 une collaboration régulière dans le journal L'Humanité, y publiant chaque lundi une chronique. Il a animé un site internet, qui, fort de correspondants locaux, recensait les actes juridiques susceptibles d'améliorer le travail pour « la défense des intérêts, des droits et libertés des travailleurs ».